# Licuala longiflora
Licuala longiflora là loài thực vật có hoa thuộc họ Arecaceae. Loài này được A.J.Hend., N.K.Ban & N.Q.Dung mô tả khoa học đầu tiên năm 2008.